# Michel Breuer
Michel Breuer (Gouda, 25 maggio 1980) è un ex calciatore olandese, di ruolo difensore.

## Palmarès

### Club

#### Competizioni nazionali
- Coppa dei Paesi Bassi: 1

Heerenveen: 2008-2009